# Raizadenia garhwalensis
Raizadenia garhwalensis är en svampart som beskrevs av S.L. Srivast. 1981. Raizadenia garhwalensis ingår i släktet Raizadenia, divisionen sporsäcksvampar och riket svampar.   Inga underarter finns listade i Catalogue of Life.